# Hämoblastose
Hämoblastose ist ein Sammelbegriff für maligne Erkrankungen des blutbildenden Systems, z. B. Leukämien, im weiteren Sinn auch maligne Lymphome, Lymphosarkom, Lymphogranulomatose, Plasmozytom.